# A Snake of June
A Snake of June  (六月の蛇?, Rokugatsu No Hebi) è un film del 2002 scritto, diretto e montato da Shin'ya Tsukamoto.

## Trama
Giugno, stagione delle piogge in Giappone. Rinko è una assistente psichiatrica telefonica, sposata con un uomo sensibilmente più vecchio, ossessionato dalla pulizia domestica, con cui ha un rapporto sereno, per quanto privo di passione. Un giorno riceve delle foto in cui appare impegnata in atti di autoerotismo: le sono state mandate da un uomo, malato terminale di tumore, che era riuscita a convincere a non suicidarsi e che ora vuole ricambiare l'aiuto "liberando" anche lei dai propri limiti mentali e fisici («Fai quello che vuoi veramente fare!»).
Il misterioso fotografo, con il ricatto di mostrare le foto al marito, la costringe a superare le sue inibizioni ed a prendere consapevolezza del proprio corpo, mostrandosi in pubblico con abiti per lei inappropriati (in minigonna, senza biancheria intima) e masturbandosi con un vibratore comandato a distanza da lui; soprattutto, pur osservandola solo da lontano, riesce a farle scoprire di avere un tumore al seno.
In realtà il marito scopre presto le foto e la segue, assistendo ad una sorta di amplesso fotografico con orgasmo sotto la pioggia, e viene malmenato dal fotografo, che lo punisce per la sua mancanza di attenzione verso la moglie, che non vorrebbe farsi rimuovere il tumore, pur di mantenere un aspetto perfetto ai suoi occhi, una scelta suicida verso cui lui sembra indifferente. L'intervento dello sconosciuto riesce dunque a "liberare" entrambi e ridare vita al loro rapporto e il film si chiude sui due coniugi che infine fanno l'amore.

## Produzione
(Shinya Tsukamoto)
Si tratta del progetto più a lungo meditato di Tsukamoto: «Per un lungo periodo di tempo, ogni anno quando arrivava la stagione delle piogge, continuavo a pensare con rammarico, mentre guardavo in tralice una bella ortensia, che neanche questa volta avevo girato A Snake of June. E così sono passati dieci, anzi, forse quindici anni».
Il film è girato in un bianco e nero virato in blu, ovvero il colore che rappresenta le ortensie e l'acqua, elementi iconici presenti per tutta la durata del film. Come sempre per i suoi film, Tsukamoto ne cura i diversi aspetti, non solo la regia, ma anche sceneggiatura, produzione, scenografia, fotografia, montaggio, oltre ad essere interprete di uno dei personaggi principali.

## Distribuzione
Il film è stato presentato alla Mostra internazionale d'arte cinematografica di Venezia 2002 nel Concorso Controcorrente.
È il primo film di Tsukamoto distribuito nelle sale cinematografiche in Italia. I precedenti sono stati portati in Italia dal programma televisivo Fuori orario di Rai 3 (che ha trasmesso anche A Snake of June) e distribuiti direttamente in DVD da Raro Video.

## Accoglienza

### Critica
Secondo l'aggregatore di recensioni Rotten Tomatoes, il film ha ottenuto un indice di apprezzamento del 59% e un voto di 6,00 su 10 sulla base di 9 recensioni.
Scrivendo per Movieplayer.it, Marco Minniti gli assegna quattro stelle su cinque, paragonando la regia di Tsukamoto a quella di David Cronenberg e la pellicola a Eyes Wide Shut, ma «al contrario, in cui la crisi di coppia è vista dal punto di vista della donna, ed è quest'ultima a ricercare soluzioni alternative per il soddisfacimento delle proprie pulsioni». Simone Pecetta di Ondacinema non è d'accordo nel fare paragoni con altri autori o titoli, poiché «sarebbe un esercizio puramente intellettuale mentre questo film è una ferita aperta, è nuda carne che brucia al contatto con l'aria e Tsukamoto è il cinema stesso al suo stato primordiale […]». Egli assegna al film 8,5 su 10, analizzando il rapporto tra cinema, voyeurismo e desiderio presente all'interno dell'opera.

## Riconoscimenti
- 2002 – Mostra internazionale d'arte cinematografica
  - Premio "Controcorrente"[6]